# مرسيدس بنز إم بي 100
مرسيدس بنز إم بي 100 (بالإنجليزية: Mercedes-Benz MB100)‏ هي سيارة من صناعة مرسيدس بنز، أنتجت في 1981 وتوقف إنتاجها في 1995.